# Casa Herman Strasburg
La Casa Herman Strasburg está ubicada en 5415 Cass Avenue en Midtown Detroit, Míchigan. Ahora se conoce como el anexo musical de la Universidad Estatal Wayne. El edificio fue incluido en el Registro Nacional de Lugares Históricos en 1986.

## Historia
Herman Strasburg (padre) fue uno de los principales profesores de danza en Detroit en el siglo XIX. Su hijo, también llamado Herman nació en Detroit en 1860. Después de graduarse de la escuela secundaria en 1876, se unió a la escuela de baile de su padre y en 1883, tras la muerte de su padre se convirtió en propietario del negocio.
En 1914, Strasburg y su esposa Ida compraron este lote en Cass. Al año siguiente, contrataron al arquitecto Marcus R. Burrowes para diseñar la casa en Cass Avenue. Esto fue poco después de que Burrowes dejara la firma de Stratton-Baldwin, líder en llevar el estilo Arts and Crafts a Detroit. Herman Strasburg murió en 1918, dejando su academia de baile y su casa a su hijo Paul. La familia Strasburg ocupó la casa hasta 1925, aunque no está claro si la usó como residencia privada o como estudio de danza.
De 1925 a 1928, Harrison B. Anderson y Jean Campbell ocuparon la casa, y de 1928 a 1931, Mary Fitzpatrick, que vivía cerca, alquiló habitaciones de la casa a los inquilinos. En 1931, Bendetson Netzorg la compró y vivió allí con sus padres y su hermana. También la usó para su escuela de piano y vivió allí hasta 1944. En 1949, la Universidad Estatal Wayne compró la propiedad, usándola primero como Estudio Coral y luego como Anexo de Música.

## Arquitectura
Es una casa asimétrica de dos pisos y medio, y es uno de los mejores ejemplos de arquitectura neotudor en Detroit que contiene elementos de Arts and Crafts. El primer piso está revestido con ladrillos rojos atractivos, mientras que el segundo es característicamente entramado de madera. El techo es a dos aguas, con los extremos de los hastiales de entramado de madera salientes y una decoración colgante en la cima. La mayoría de las ventanas son de doble guillotina, aunque hay algunas ventanas abatibles con plomo en el primer piso.
El interior ha sido completamente renovado. Sin embargo, la carpintería, los paneles y los gabinetes de roble originales permanecen intactos. La escalera principal está profusamente tallada y la sala de estar tiene un techo de bóveda de cañón enlucido.